# Philippe Braz
Philippe Braz, né le 13 septembre 1959 à Saint-Mandé, est un dramaturge, nouvelliste et poète français qui a écrit plus de douze pièces de théâtre, parmi lesquelles Eden-Hôtel (1995), Transits (1998) (Mise en de Brigitte Mounier avec Fred Personne), Off-Shore (2003). Son théâtre est traduit en allemand et en anglais et joué dans de nombreux pays, particulièrement en Allemagne et dans les pays germanophones (S. Fischer Verlag).
Berlin-loin-de-la-mer (2006), publié aux Ed. le Bruit des autres fait l'objet d'un spectacle musical et poétique, avec Markus Lang (compositeur) et Brigitte Athéa (mise en scène).
Global Eden(2009)  est une performance avec Markus Lang et Brigitte Athéa, produite par la Maison de la Poésie de Saint-Quentin en Yvelines et présentée au théâtre Bernard-Marie Koltès de Nanterre dans le cadre du Printemps des Poètes 2010.
Usedom Oratorio (2012), performance avec Markus Lang et Brigitte Athéa a été créée au Festival Sidération (Observatoire de l'Espace, Paris) en 2012. Tournée à Toulouse (Cité de l'Espace), Paris, Mulhouse (Festival Tout Mulhouse Lit.)
Son théâtre est publié en France aux Éditions Le Bruit des Autres et aux Éditions La Fontaine. On trouve ses nouvelles aux Éditions Le Castor astral, dans la collection Tu connais la nouvelle, ou dans des revues comme l'Encrier renversé...